# Crkvenjak (Kreševo, BiH)
Crkvenjak je naseljeno mjesto u općini Kreševo, Federacija Bosne i Hercegovine, BiH.

## Stanovništvo

### 1991.
Nacionalni sastav stanovništva 1991. godine, bio je sljedeći:
ukupno: 61
- Hrvati - 41
- Muslimani - 20

### 2013.
Nacionalni sastav stanovništva 2013. godine, bio je sljedeći:
ukupno: 60
- Hrvati - 46
- Bošnjaci - 13
- ostali, neopredijeljeni i nepoznato - 1

## Vanjske poveznice
- Satelitska snimka  Arhivirana inačica izvorne stranice od 28. listopada 2020. (Wayback Machine)